# Bandeira do Paraná
A Bandeira do Paraná é um dos símbolos oficiais do estado brasileiro do Paraná. Criada por Rodolpho Doubek, é constituída de um retângulo verde atravessado por uma banda descendente da esquerda para a direita acrescida de uma esfera azul. Esta é cruzada por um arco branco com o nome do estado em maiúsculas de verde. Sobre o círculo azulado, aparece a constelação do Cruzeiro do Sul. A estrela superior branca maior está acima da banda arqueada e as quatro estrelas brancas menores se encontram abaixo do arco. Abraçam a esfera azul, dois ramos: um de araucária, à direita, e outro de erva-mate, à esquerda do observador. Foi instituída em 1947 para substituir um design parecido com o utilizado à época em que o estado até então era governado por interventores federais. É a bandeira do Paraná desde 31 de março de 1947. O desenho da bandeira atual sugeria trocar o losango amarelo, a esfera azul com o mapa natal. E o arco com a divisa positivista “Ordem e Progresso” da bandeira do Brasil. Pela banda de argento, o círculo azulado, a banda arqueada com o dístico “Paraná”, a constelação da Crux e os ramos de araucária e erva-mate. Isso foi acertado visando observar o padrão vexilológico. A bandeira do Paraná é um pouco parecida com a bandeira do Brasil. Quando hasteada com a bandeira nacional, é a vigésima na ordem de precedência. Isso é indicativo de sua posição nas armas do Império do Brasil.

## História

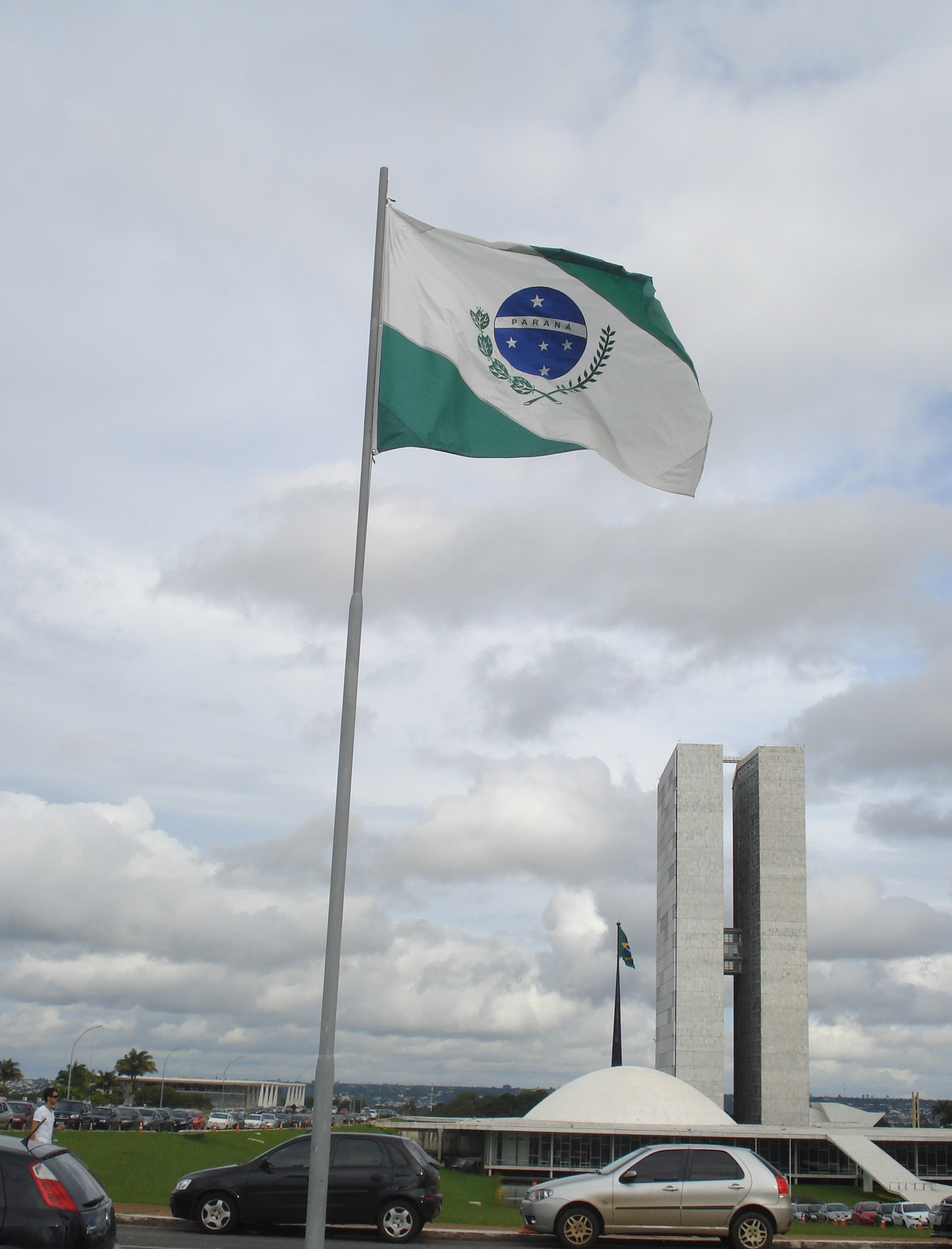
Bandeira do Paraná hasteada no Eixo Monumental, na frente ao Congresso Nacional.

Ao longo da sua história, o Paraná teve seis bandeiras históricas:
- entre 1892 e 1905, a primeira bandeira paranaense (13 anos de permanência);
- entre 1905 e 1923, a segunda bandeira paranaense (18 anos de permanência);
- entre 1923, com a supressão da bandeira paranaense, e 1947, a atual Bandeira do Brasil (24 anos);
- entre 1947 e 1990, a terceira e atual bandeira paranaense desde 2002 (43 anos de permanência);
- entre 1990 e 2002, a quarta bandeira estadual (12 anos de permanência).
- desde 2002, a mesma bandeira de 1947, mas com algumas alterações pertinentes às proporções.

A primeira bandeira foi oficializada por força do decreto estadual n.º 8, de 9 de janeiro de 1892, sendo oficialmente usado até 1905. Tinha em seu centro o uma esfera azul contendo a legenda Ordem e Progresso, um barrete frígio e uma estrela do Cruzeiro do Sul.
A bandeira atual foi instituída pelo decreto estadual n.º 2.457, de 31 de março de 1947, é composta de um retângulo verde cortado por uma faixa diagonal branca, que descende da esquerda para a direita. Sobre a faixa, no centro, aparece em azul, a esfera do Cruzeiro do Sul. Corta a esfera, uma banda branca com o nome do estado em maiúsculas de verde. Circundam a esfera, pelo lado direito, um ramo de pinheiro, e pelo esquerdo, um ramo de erva-mate.

### 1853–1891

1853 a 1891.

Durante o período imperial, embora a bandeira do Império do Brasil fosse a única insígnia oficial desse grupo, cada província apresentava sua própria bandeira, em especial as que possuíam limite com o oceano, cujos estandartes representavam a província de onde vinham os navios mercantes brasileiros, tais dados podem ser encontrados no álbum da Marinha Francesa de 1858 (Album des Pavillons, Guidons et Flammes de Toutes les Puissances Maritimes). No Museu Histórico Nacional, no Rio de Janeiro, se encontram atualmente quinze bandeiras, computadas entre 36 e cinquenta, da Coleção de Carlos Piquet com o título “Bandeiras das Antigas Províncias do Império”, Carlos Piquet com o título "Bandeiras das Antigas Províncias do Império", hoje na reserva técnica desta entidade. Apesar das bandeiras das províncias de Goiás, Mato Grosso e Paraná, que somadas à de Minas Gerais, não estarem na coleção de Carlos Piquet nem sequer do “Album des pavillons, guidons et flammes de toutes les puissances maritimessem”, “Album des pavillons, guidons et flammes de toutes les puissances maritimessem”, pois todas observam um parâmetro de cor e divisão tal que todas têm uma versão repetida, invertida, correspondendo de alguma forma a Alagoas, Santa Catarina, Bahia, Rio Grande do Sul, Espírito Santo, Grão-Pará, etc., os historiadores creem que a bandeira da Província era uma cópia da do Amazonas, província fundada três anos antes, sendo estas, as duas últimas províncias do Império do Brasil, sendo o pavilhão franchado de goles e prata a primeira bandeira histórica do Paraná.

### 1892–1905

1892 a 1905.

A bandeira do Paraná, conforme o historiógrafo mourãoense Jair Elias dos Santos Júnior, foi elaborada em 1892 e adotada pelo decreto n.º 8, de 9 de janeiro de 1892, pela reunião do Governo Provisório do Estado, ato promulgado pelo Coronel Roberto Ferreira, por Joaquim Monteiro de Carvalho e Silva e Bento José Lamenha Lins. A criação foi do artista Paulo de Assunção, e o desenho, enviado para a Assembléia Legislativa por Manoel Correia de Freitas em 3 de julho de 1891. A primeira Bandeira do Paraná, consoante o mesmo historiador, só perdurou treze anos.
Interpreta-se como descritivo presente no artigo 1º do decreto n.º 8:
Art. 1º'. Fica adoptada como estandarte particular do Estado do Paraná a bandeira apresentada pelo cidadão Manoel Correia de Freitas, na sessão da Assembleia Legislativa, de 3 de julho de 1891, e executada pelo artista Paulo de Assunção.

Esta bandeira consiste em um retângulo verde cortado transversalmente da esquerda para a direita por uma longa faixa branca, tendo no centro e sobre a mesma faixa uma esfera azul contendo, na zona equatorial e em sentido obliquo, na ordem descendente da esquerda para a direita, a legenda Ordem e Progresso em letras brancas inscritas entre dois círculos da mesma cor. Perpendicularmente a estas linhas cai outra de cor das precedentes, representando a linha zodiacal. Sobre a mesma esphera, no angulo superior da esquerda, vê-se o barrete frígio de cor vermelha. No hemisfério inferior ao ângulo esquerdo, uma das estrelas da constelação do Cruzeiro do Sul e, no direito, as quatro restantes da mesma constelação. Circundando o hemisfério inferior, figuram um ramo de araucária á esquerda e outro de herva mate á direita entrelaçados, tudo segundo o modelo annexo.

As Disposições Transitórias da segunda Constituição Estadual, de 7 de abril de 1892, referendaram a primeira bandeira do estado do Paraná.

### 1905–1923

1905 a 1923.

Em 1905, a Lei n.º 592, de 24 de março, promulgada pelo presidente do estado, Vicente Machado da Silva Lima, alterou o desenho para o atual. A modificação era resultado da pesquisa de Romário Martins, que mandou uma lei mudando a bandeira. Mudança esta que trazia a legenda da denominação do estado, "Paraná", no pavilhão. Lê-se descritivo, existente no artigo 2.º, que manteve a ortografia daquela época:
Art. 2.º. A bandeira será a até aqui adoptada, consistindo num quadrilongo de cor verde, cortado transversalmente, de alto para baixo e do ângulo direito superior para o oposto, por uma larga faixa, em arco de cor branca, e ocupando o centro desta faixa e da bandeira uma esfera azul contendo na zona equatorial e em sentido oblíquo na ordem descendente, uma faixa branca com a inscripção “Paraná”. No hemisfério inferior, as cinco estrelas do Cruzeiro do Sul, e circundando a esfera pelo hemisfério inferior, uma grinalda formada de dois ramos de pinho e mate.

A bandeira, criada por Romário Martins, desfraldou nos céus do Paraná por somente dezoito anos. Em 15 de março de 1923 a bandeira foi suprimida, em virtude da Lei n.º 2.182, ratificada pelo presidente Caetano Munhoz da Rocha.
O presidente Getúlio Vargas determinou, em 1937, a incineração de todas as bandeiras estaduais em praça pública. Durante vinte e quatro anos foi içada no solo paranaense apenas a Bandeira do Brasil.

### 1947–1990

1947 a 1990

Com a eleição de Moisés Lupion para o poder executivo estadual em 1947, o Paraná retornou a possuir seus símbolos. Lupion instituiu por força do Decreto-Lei n.º 2457, de 31 de março de 1947, a nova bandeira que:
Compõe-se de um quadrilátero verde, atravessado no ângulo superior direito para o inferior esquerdo por uma larga faixa branca contendo a representação da esfera celeste em azul e as cinco estrelas da Constelação do Cruzeiro do Sul em branco. A esfera é atravessada, abaixo da estrela superior do Cruzeiro, por uma faixa branca com a inscrição “PARANÁ” em verde. Circundam a esfera um ramo de Pinho à direita e outro de Mate a esquerda.

Foi estabelecida, em 1981, uma Comissão pela Secretaria de Estado da Cultura, que teve a função de “examinar e enviar relatório relacionado com os símbolos estaduais”. O trabalho foi apresentado em uma pesquisa, sugerindo “várias alterações na bandeira e no escudo de armas, sem adulterar os existentes, mas adaptando-os às normas heráldicas e à tradição histórica”. O relatório sumiu. Em 1987, o professor Ernani Costa Straube escreveu o livro “Símbolos do Paraná: evolução histórica”, que inclui ampla documentação e imagens. A pesquisa do professor Ernani Costa Straube permitiu o estabelecimento de outra Comissão para examinar os símbolos, instituída pelo então Secretário da Cultura, Dr. René Ariel Dotti em 1988.

### 1990–2002

Bandeira do Paraná (1990-2002).

Durante dois anos, a Comissão, formada por paranaenses de vários campos, terminou a documentação final que adaptava os símbolos à História do Paraná e às regras heráldicas internacionais, apresentada com Memorial Descritivo de construção de cores, para que fossem evitados erros, e uma legislação atualizada e esclarecedora, orientando a utilização, reverência e civilidade à bandeira. Quarenta e três anos depois, a Bandeira do Paraná passaria por novas modificações pela Lei Complementar n.º 52, de 24/09/1990, aprovada em ato solene no Palácio Iguaçu pelo governador Álvaro Dias. Na solenidade o Dr. Carlos Franco Ferreira da Costa, Vice-presidente do Círculo de Estudos Bandeirantes, deu de presente ao governador com o primeiro exemplar da nova bandeira.
O descritivo da bandeira estadual, instituída pela Lei Complementar n.º 52, de 1990:
Art. 3.º. A Bandeira Estadual é a que foi adotada pelo Decreto Estadual n°. 08, de 9 de janeiro de 1892, com as modificações que se seguiram e restabelecida pelo Decreto Lei n.º 2.457 de 31 de março de 1947, com as alterações constantes nesta Lei.

Parágrafo único: A Bandeira é representada em lavor artístico, por um retângulo de sinopla, com uma banda de argenta, carregada de uma esfera de blau com as estrelas da Constelação do Cruzeiro do Sul em argenta. A esfera é circundada à destra por um ramo de erva-mate (Ilex Paraguariensis Saint Hilaire), frutificado em preto, e à sinistra por um ramo de pinheiro-do-paraná (Araucária angustifolia (Bertoloni) Otto Kuntze) em sinopla, cruzados em ponta, sendo o primeiro ramo sobre o segundo.

Além do descritivo da bandeira, a lei complementar também especificava, em seu artigo 5.º, as regras para composição da mesma:

Art. 5º. A elaboração da Bandeira obedecerá às seguintes regras:
I - Considera-se destra da Bandeira, o lado esquerdo do observador e sinistra, o lado direito para efeito de desenho;
II - para cálculo das dimensões, tomar-se-á por base a largura desejada, dividindo-se esta em 14 (quatorze) partes iguais. Cada parte resultante será considerada uma medida ou módulo e servirá para a obtenção das demais medidas;
III - O comprimento será de 20 (vinte) módulos.
IV - A banda branca é traçada a partir do vértice do ângulo superior esquerdo a 6 (seis) módulos à direita, formando ângulo de 30°. e terminando a 6 (seis) módulos acima do vértice do ângulo inferior direito; a linha inferior da banda é traçada a 6 (seis) módulos para baixo do ângulo superior esquerdo e termina a 6 (seis) módulos à esquerda do vértice do ângulo inferior direito;
V - A esfera localiza-se a 1/4m (vinte e cinco centésimos do módulo) acima do centro geométrico do retângulo e tem 5 (cinco) módulos de diâmetro;
VI - as estrelas da Constelação do Cruzeiro do Sul são de cinco dimensões. Serão traçadas dentro de círculos, cujos diâmetros são, respectivamente:
ALFA (Magalhães) com 3/4m (setenta e cinco centésimos de módulo);
BETA (Mimosa) com 11/16m (sessenta e nove centésimos de módulo);
GAMA (Rubídea) com 21/32 m (sessenta e cinco centésimos de módulo);
DELTA (Pálida) com 17/32m (cinqüenta e três centésimos de módulo);e
EPSILON (Intrometida) com 3/8m (trinta e sete centésimos de módulo);
VII - os eixos dos ramos vegetais acompanham a curvatura de circunferência, estão separados 1 (um) módulo do círculo e os ramos medem 1 (um) módulo de largura. São cruzantes no prolongamento do diâmetro vertical do círculo, ficando o ramo de erva-mate sobre o de pinheiro; as pontas superiores dos ramos terminam na altura da tangente horizontal superior da esfera;
VIII - as duas faces da Bandeira deverão ser rigorosamente iguais, sendo vedado fazer uma face como avesso da outra.

### 2002–presente

2002 até o presente.

O Decreto-Lei n.º 5.713, promulgado pelo governador Jaime Lerner em 27 de maio de 2002, estabelecendo que o Paraná tornasse a empregar a bandeira e o brasão estabelecidos em 1947, em substituição aos de 1990, vinha originando muita controvérsia.
Em conformidade com o vice-presidente do Instituto, Ernâni Straube, a mais antiga bandeira do Paraná é de 1892. Ela foi mudada em 1905, revogada em 1923, novamente estabelecida em 1947 e modificada em 1990, sendo suprimida de novo em 2002. Ele mostrou diversas incorreções na flâmula de 1947 e também não admitia que ela regressasse a ser instituída. Ernâni Costa Straube esclareceu que:
A bandeira de 1990 foi aprovada por unanimidade na Assembléia Legislativa, por Lei Complementar. Porém, em 1992, um ex-deputado entrou com ação direta no Tribunal de Justiça do Paraná alegando que a nova bandeira não poderia ser aprovada por Lei Complementar, mas por Emenda Constitucional. O TJ acatou a ação e o Estado recorreu. O processo foi parar no Supremo Tribunal Federal que achou que o Estado não tinha razão e não reconheceu o recurso. Em conseqüência, Lerner baixou o decreto determinando o retorno dos símbolos de 1947.
A regulamentação estava em conformidade com a decisão judicial definitiva relacionada à Ação Direta de Inconstitucionalidade n.º 15.494-5, apresentada pelo deputado federal Florisvaldo Fier, com o objetivo de anular o efeito da Lei Complementar n.º 52, datada de 24 de setembro de 1990.
Em 2005, o deputado estadual Rafael Greca enviou um projeto de lei à Assembleia Legislativa com o propósito de estabelecer o dia 16 de março como o "Dia da Bandeira do Paraná". Essa iniciativa foi transformada na Lei n.º 14.746, que foi publicada no Diário Oficial n.º 7002 em 22/06/2005.

## Características

### Descrição
A descrição da bandeira é concedida pela alínea a) do artigo 1.º do decreto n.º 2457, de 31 de março de 1947 até então vigente a partir de 2002:

A bandeira compõe-se de um quadrilátero verde, atravessado no ângulo superior direito para o inferior esquerdo por uma larga faixa branca contendo a representação da esfera celeste em azul e as cinco estrelas da Constelação do Cruzeiro do Sul em branco. A esfera é atravessada, abaixo da estrela superior do Cruzeiro, por uma faixa branca com a inscrição “PARANÁ” em verde. Circundam a esfera um ramo de Pinho à direita e outro de Mate a esquerda.

### Dimensões e construção

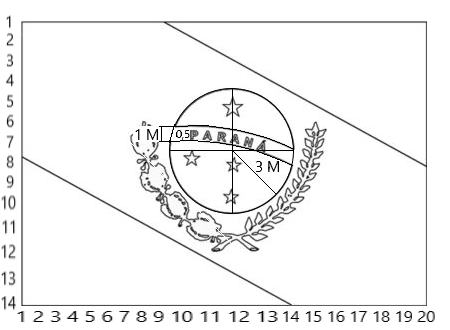
Desenho modular da bandeira do estado do Paraná, Brasil.

A determinação judicial decisiva, relacionada com a Ação Direta de Inconstitucionalidade n.º 15.494-5, apresenta a seguinte construção precisa:
A bandeira do Paraná terá:

- Largura de 14 módulos e comprimento de 20 módulos.
- A linha base da faixa branca se traçará a partir do 8.º módulo até 14.º módulo, com as medidas invertidas para a linha superior.
- O círculo terá circunferência de 3 módulos.
- A faixa sobre a esfera terá 1 módulo de largura.
- As letras terão meio módulo de altura.

### Cores
O manual de identidade visual da marca do governo do Paraná determina as seguintes cores para elaboração da bandeira:
|  | Cor              | RGB                | CMYK         | Pantone |
|  | ---------------- | ------------------ | ------------ | ------- |
|  | sinople (verde)  | 0/230/0 (00e600)   | 100/0/100/10 | 7482 C  |
|  | argento (branco) | 0/0/0/0            | 0/0/0/0      | 000 C   |
|  | blau (azul)      | 0/128/255 (0080ff) | 100/50/0/0   | 7461 C  |

### Simbolismo

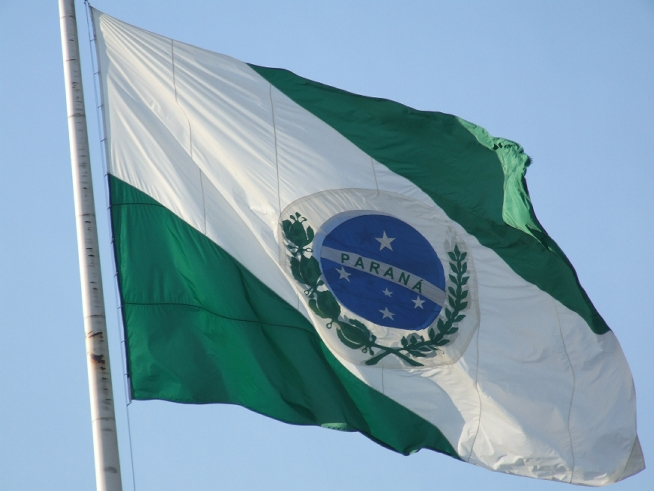
Bandeira do Paraná hasteada no Palácio Iguaçu em Curitiba.

Cada um dos elementos e cores da bandeira possui um significado próprio:
- O verde representa as florestas exuberantes que cobriam boa parte do território paranaense no final do século XIX.
- O branco simboliza o espírito pacífico do povo paranaense.
- O azul é a cor do firmamento.
- O círculo central azul corresponde a uma imagem da esfera celeste, inclinada segundo a posição astronômica da cidade de Curitiba da noite de 29 de agosto de 1853, data em que foi assinada a lei imperial nº 704 que aprovou a emancipação política da Província do Paraná, fato histórico que a desmembrou da então Província de São Paulo.
- Todas as estrelas têm 5 pontas. As estrelas não têm o mesmo tamanho; elas aparecem em 3 (três) dimensões: de primeira, segunda e terceira grandezas, ao contrário da bandeira do Brasil. Estas dimensões não correspondem diretamente às magnitudes astronômicas como aparecem no firmamento mas estão relacionadas com elas. Quanto maior a magnitude da estrela maior é o seu tamanho na bandeira.
- As cinco estrelas do Cruzeiro do Sul que aparecem na bandeira paranaense são:

1. Alfa crucis (Estrela de Magalhães);
2. Beta crucis (Mimosa);
3. Delta crucis (Pálida);
4. Gama crucis (Rubídea);
5. Epsilon crucis (Intrometida).

- A banda branca está relacionada com o Trópico de Capricórnio, que corta o Paraná ao norte, embora na verdade a banda branca da bandeira estadual é apenas um lugar para o nome do estado em maiúsculas.
- Os ramos de araucária e erva-mate, representados na bandeira, eram os principais produtos econômicos do Paraná à época.

## Protocolo

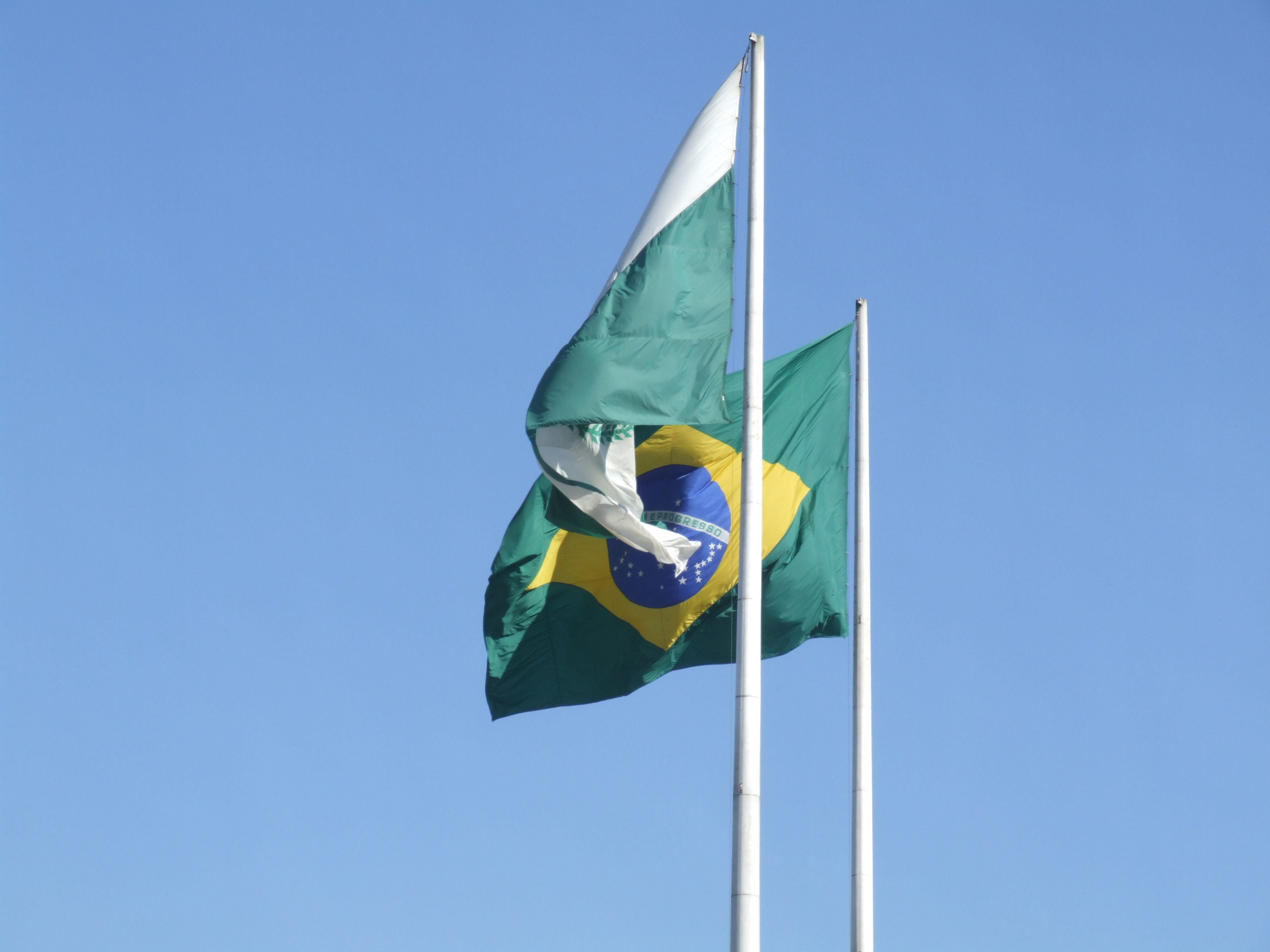
Bandeiras do Brasil e do Paraná hasteadas em frente ao Palácio Iguaçu, em Curitiba (PR).

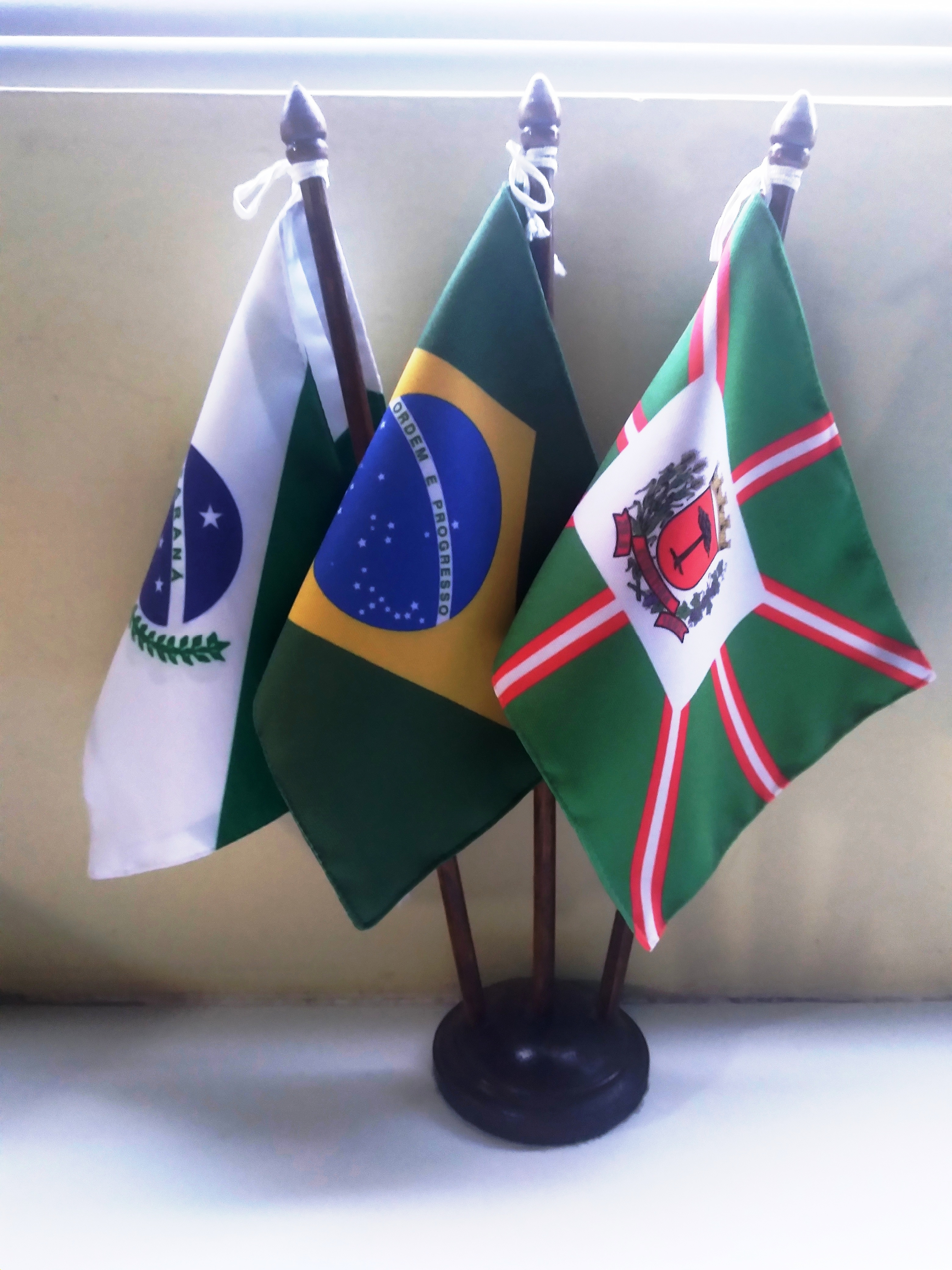
Bandeiras para mesa da República Federativa do Brasil, do Estado do Paraná e do Município de Curitiba.

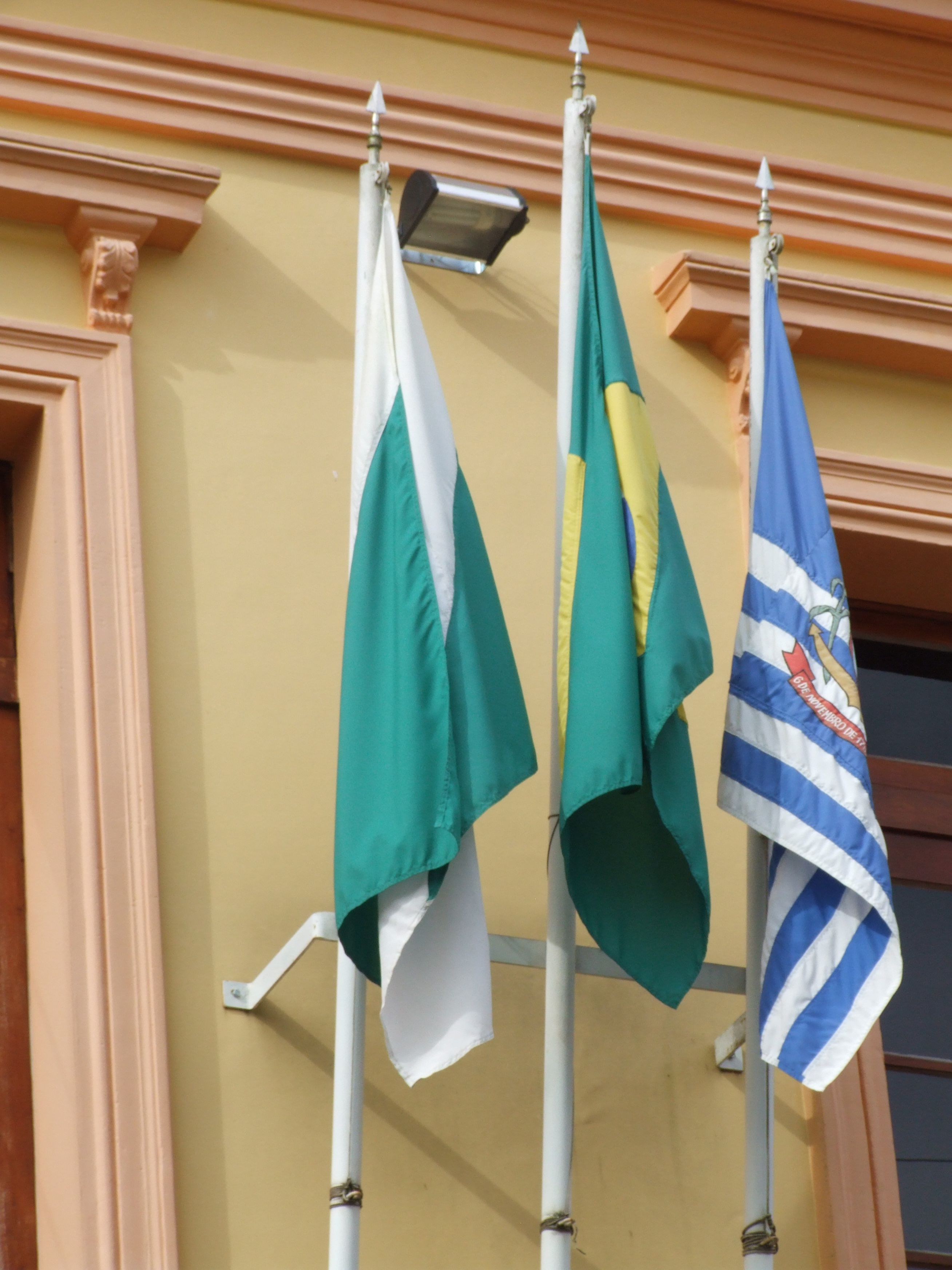
As bandeiras do Brasil, do Paraná e de Antonina hasteadas na fachada da prefeitura municipal.

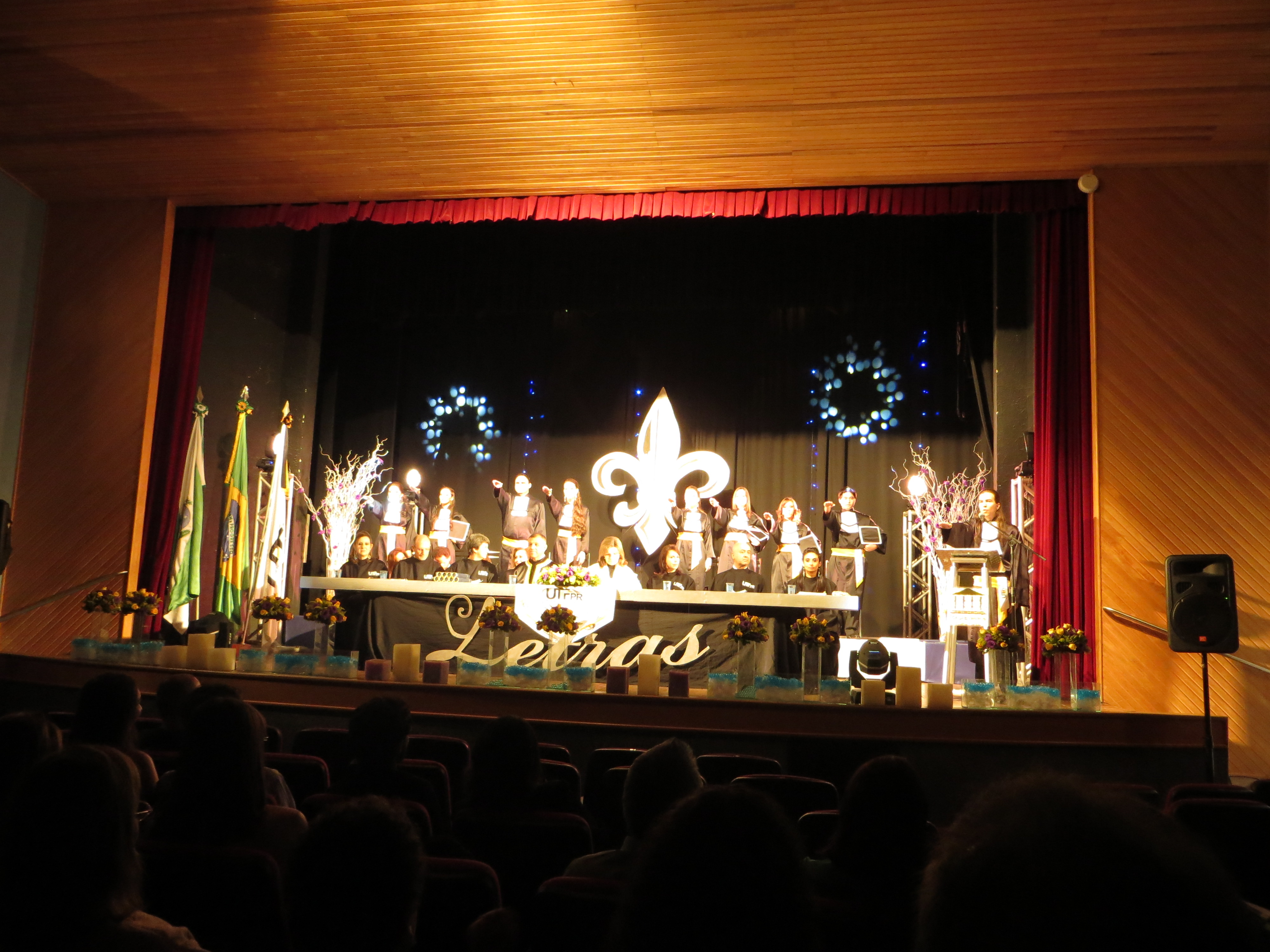
Uma cerimônia de formatura na Universidade Tecnológica Federal do Paraná com as bandeiras do Brasil, do Paraná e da instituição de ensino.

As recomendações prescritas para a apresentação da bandeira do Paraná são definidas conforme a Lei Complementar n.º 52, de 1990:
Art. 11. A Bandeira Estadual pode ser apresentada em todas as manifestações que não ofendam os sentimentos e os valores paranistas.

Art. 12. A Bandeira pode ser:
I — hasteada em mastro ou adriças, nos edifícios públicos ou particulares e em qualquer lugar em que lhe seja assegurado o devido respeito;
II — distendida e sem mastro;
III — reproduzida sobre papel, tecido plástico, paredes, tetos, vidraças e veículos;
IV — reunida a outras bandeiras, formando conjuntos;
V — conduzida em formaturas, desfiles ou individualmente;
VI — distendida sobre ataúdes, até a ocasião do sepultamento;
Art. 13. Hasteia-se diariamente a Bandeira:
I — nos edifícios dos Poderes Executivo, Legislativo e Judiciário do Estado;
II — nas Prefeituras e Câmaras Municipais;
III — nas repartições estaduais localizadas nas faixas de fronteira internacional;
IV — nas unidades policiais-militares, de acordo com o regulamento próprio.
Art. 14. Hasteia-se, obrigatoriamente, a Bandeira, nos dias de festa ou de luto nacional e/ou estadual, em todas as repartições públicas estaduais.
Parágrafo Único — Nas instituições de ensino de todos os níveis, é obrigatório o hasteamento solene da Bandeira, durante o ano letivo, pelo menos uma vez por semana.
Art. 15. A Bandeira pode ser hasteada e arriada a qualquer hora do dia ou da noite, permanecendo à noite devidamente iluminada.
Art. 16. Quando diversas bandeiras são hasteadas, sem a presença da Bandeira Nacional, e simultaneamente, a Bandeira Estadual é a primeira a atingir o tope e no arriamento a última a dele descer.
Art. 17. Por ocasião de luto oficial, a Bandeira fica a meio-mastro. No hasteamento ou no arriamento, deve sempre ser levada, inicialmente, ao tope, para depois situar-se a meio-mastro.
Parágrafo Único — Em cerimônia fúnebre a Bandeira poderá ser conduzida com um laço de cor preta, atado junto à lança do mastro.
Art. 18. A Bandeira Estadual será sempre hasteada em funeral, quando for decretado luto oficial.
Art. 19. A Bandeira Estadual, em todas as apresentações, no território paranaense, ocupa lugar de honra, nas seguintes posições:
I — central, quando o número de Bandeiras for ímpar;
II — à direita, quando o número de Bandeiras for par;
III — destacada, à frente de outras Bandeiras, quando conduzida em formaturas ou desfiles;
IV — à direita de mesas de reunião, tribunas púlpitos;
V — centralizada, o mais próximo do centro e à direita deste, quando houver número apreciável de bandeiras em linha de mastro, escudo ou assemelhado.
§ 1.º Quando reunida à Bandeira Nacional, nos termos da legislação federal, a Bandeira Estadual, ocupa as seguintes posições:
I — à direita da Bandeira Nacional, quando o número de bandeiras for ímpar.
II — à esquerda e ao lado da Bandeira Nacional quando o número for par.
§ 2.º Considera-se direita de um conjunto de bandeiras, à direita de uma pessoa colocada junto a ele e volta para a rua, para a platéia ou de modo geral para o observador.
Art. 20. A Bandeira deve ser guardada em local apropriado e digno.
Art. 21 Quando distendida sobre ataúde no enterramento de pessoa com direito a esta homenagem, ficará a tralha da face direita, ao lado da cabeça do morto.

## Outras bandeiras estaduais

### Bandeira da Polícia Militar do Paraná
O descritivo da bandeira da Polícia Militar do Paraná é especificado segundo a Portaria do Comando-Geral n.º 704, de 28 de maio de 2008:

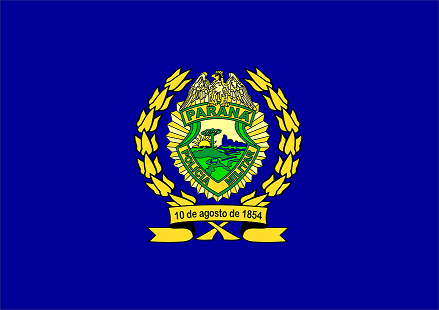
Bandeira da Polícia Militar do Paraná.

Art. 1.º — Fica criada a Bandeira da PMPR, símbolo destinado a caracterizá-la nas missões desempenhadas.

§ 1.º — A Bandeira institucional, de forma retangular, terá quatorze módulos de largura por vinte de comprimento, sendo talhada de blau (azul), apresentando, ao centro, o Brasão institucional em cores contornado com ramos vegetais em ouro cruzantes em ponta e, inferiormente, listel de ouro com a data 10 de agosto de 1854 em sinople (preto).

### Bandeira-insígnia do governador do estado do Paraná
O descritivo da bandeira-insígnia do Governador do Estado do Paraná é determinado conforme o Decreto n.º 9.060, de 1.º de dezembro de 1949, modificado pelo Decreto Estadual n.º 5.910, de 21 de dezembro de 2005:

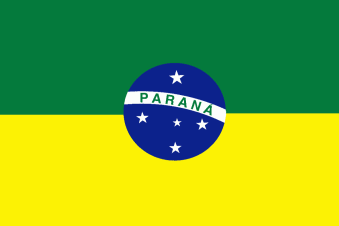
Bandeira-insígnia do Governador do Estado do Paraná, empregada em entidades militares.

Art. 480 — Nos quartéis e estabelecimentos militares da Corporação, a presença do Governador do Estado e do Comandante Geral, será assinalada por bandeirolas hasteadas no mastro principal, contendo essas insígnias as seguintes características:

a) Governador do Estado — bandeirola de 60 cm de comprimento, por 40 cm de altura, com duas faixas horizontais, de iguais dimensões, a superior de cor verde e a inferior amarela, tendo ao centro uma esfera de cor azul, com uma faixa branca transversal e indicada, contendo a palavra “PARANÁ”, em letras verdes; acima dessa faixa uma estrela e abaixo da mesma cinco estrelas, todas brancas;
b) Comandante Geral — bandeirola de 60 cm de altura, dividida em duas faixas horizontais, de iguais dimensões, a superior verde e a inferior branca, tendo ao centro a esfera já descrita para a insígnia do Governador do Estado, sem estrelas.